# Penrhiwceiber
 (mars 2024).
Si vous disposez d'ouvrages ou d'articles de référence ou si vous connaissez des sites web de qualité traitant du thème abordé ici, merci de compléter l'article en donnant les références utiles à sa vérifiabilité et en les liant à la section « Notes et références ».
Penrhiwceiber ou Penrhiw-ceibr est un village et une communauté du borough de comté de Rhondda Cynon Taf, au pays de Galles.

## Géographie
Penrhiwceiber est situé dans la vallée de la Cynon, juste au sud de la ville de Mountain Ash.
La gare de Penrhiwceiber (en) est desservie par les trains de la branche de la Merthyr line (en) qui relie Cardiff à Aberdare.

## Démographie
Au recensement de 2011, la communauté de Penrhiwceiber comptait 5 789 habitants.